# 예금보험
예금보험(deposit insurance 또는 deposit protection)이란 금융기관이 영업정지나 파산하는 경우에 대비하기 위해 국가나 공공기관이 예금 일부를 보험료로 정해 기금을 적립해 두는 보험이다.
대한민국에서는 예금보험공사에서 피보험기관인 금융기관으로부터 예금보험을 받아 관리한다.
대한민국에서 예금자 보호한도는 2001년 1월 1일이후 금융기관별 1인당 원금과 소정의 이자를 포함하여 최고 5천만원이다. 개인이 가입한 보험계약, 예금보호 대상 금융상품으로 운용되는 확정기여형 퇴직연금 및 개인퇴직 계좌적립금, 저축성 예금(정기예금, 저축예금, 주택청약예금, 표지어음 등), 외화예금, 적립식 예금, 은행 금전신탁, 상호저축은행 중앙회 발행 자기앞수표, 종합금융회사 어음관리계좌(CMA), 발행어음, 표지어음이 현행 보호 대상이며, 변액보험 최저보장보험금, 증권금융 예수금(실권주 청약 예수금, 일반법인 예수금 등), 장내파생상품거래 예수금은 앞으로 보호 대상에 포함될 예정이다.

## 같이 보기
- 도덕적 해이
- 뱅크런
- 금융위기